# La guitarra flamenca de Yerai Cortés
Pour plus de détails, voir Fiche technique et Distribution.
La guitarra flamenca de Yerai Cortés est un film documentaire musical espagnol sorti en 2024 et réalisé par le chanteur Antón Álvarez dans ses débuts en tant que réalisateur.
Il met en scène le guitariste flamenco Yerai Cortés. Il a été présenté en avant-première au Festival international du film de Saint-Sébastien le 20 septembre 2024, et dans les cinémas espagnols le 20 décembre 2024, distribué par A Contracorriente Films,,. À la 39e cérémonie des Goyas, il est primé pour le meilleur film documentaire et pour la meilleure chanson originale. En France, il est projeté le 2 juillet 2025 en salles.

## Synopsis
Lorsque Antón Álvarez rencontre Yerai Cortés, il est fasciné par son talent et intrigué par l'histoire de sa famille. Yerai, figure atypique du flamenco, respecté aussi bien par les gitans les plus traditionalistes que par les artistes avant-gardistes de la nouvelle vague, décide d'embarquer avec Antón pour l'enregistrement d'un album. Les chansons, empreintes d'une grande tristesse, amènent Yerai à se confronter à son passé et à explorer un secret de famille pour tenter de revivifier sa relation avec ses parents.

## Fiche technique
- Titre original espagnol et français : La guitarra flamenca de Yerai Cortés[5]
- Réalisation : Antón Álvarez
- Scénario : Antón Álvarez
- Photographie : Uri Barcelona, Diego Trenas, Arnau Valls, Alvar Riu, Nauzet Gaspar
- Montage : Marcos Flórez, Cristóbal Fernández
- Musique : Yerai Cortés
- Production : Cris Trenas, Antón Álvarez, Santos Bacana
- Sociétés de production : Little Spain
- Société de distribution : A Contracorriente Films
- Pays de production :  Espagne
- Langue originale : espagnol
- Format : couleur
- Genres : film documentaire musical
- Durée : 95 minutes
- Date de sortie :
  - Espagne : 20 septembre 2024 (Festival international du film de Saint-Sébastien) ; 20 décembre 2024 (sortie nationale)
  - France : 2 juillet 2025

## Distribution
- Yerai Cortés : lui-même
- Antón Álvarez : lui-même
- Patricia Benjumea : Patricia
- Farruquito : lui-même
- Tania García : elle-même